# Oscar Nachman
Oscar Nachman var en svensk översättare.
Oscar Reinhold Nachman föddes den 8 mars 1870 i Stockholm och dog den 22 juni 1934. Hans föräldrar var speditören Knut Aron Nachman och dennes hustru Johanna Theresia Konkordia, född Carlbom. Oscar var äldst av tre syskon. Han läste vid Jakobs lägre elementarläroverk och började därefter i faderns rörelse. År 1890 var han skriven som ”kontorsbiträde”, 1903 som ”kontorist” och från 1911 som ”translator”, då han inleder sin verksamhet som skönlitterär översättare. Under resten av sin levnad blev han en av de mest produktiva översättarna av sin tid med uppemot fyrahundra enskilda titlar av över hundra författare.
I ett bevarat brev till Birger Wahlström, daterat 1 mars 1925 beskriver Oscar Nachman sitt arbete med Dumas över niohundra sidor långa Greven av Montecristo. Nachman har först ägnat två veckor åt att grundligt läsa igenom verket och har sedan gått igenom varje kapitel ”1 à 2 ggr” innan han översatt det under 10−12 timmar långa arbetsdagar. "I vanliga fall klarar jag 7-8 maskinskriva sidor om dagen [...]. Det torde inte vara Er obekant, att jag vill och framförallt måste arbeta så mycket krafterna stå mig bi, men jag säger uppriktigt, att om jag ännu en gång skulle bli erbjuden ett lika stort översättningsarbete under samma betingelser − d.v.s. med bibliotekslånat original, som man icke vågar sätta ens den minsta lilla prick i, så skulle jag åtminstone ta mig en ordentlig fundering, innan jag åtog mig arbetet."

## Översättningar (urval)
- Oliver Cabot: Mannen utan namn (Skoglund, 1911)
- Yorke Daves: Den gröna kappan : detektivroman (Holmquist, 1911)
- Jacques Futrelle: Susann (Nordiska förlaget, 1911)
- Achibald Clavering Gunter: Mr Potter från Texas (Holmquist, 1911)
- Gordon Holmes: Elinor Hilton : detektivroman (B. Wahlström, 1911)
- Eleanor M. Ingram: Dubbelspel (B. Wahlström, 1911, 25 öres-böcker 3)
- Stanley Portal Hyatt: Vildmarkens lag (Holmquist, 1911)
- Arthur Conan Doyle: Kärlekens seger (Holmquist, 1912)
- Gustave Droz: Hon och han : intime (Holmquist, 1912)
- Elinor Glyn: Elizabeths entré i stora världen (Holmquist, 1912)
- H. Rider Haggard: "Jess" (Holmquist, 1912)
- Beatrice Harraden: Skepp som mötas i natten (1912)
- Bret Harte: Äventyrareblod (Holmquist, 1912, 25 öres-böcker 30)
- Ferenc Herczeg: Pojkarna Gyurkovics (B. Wahlström, 1912)
- William Wymark Jacobs: På kryss (B. Wahlström, 1912)
- Mór Jokai: Zabella (Holmquist, 1912)
- Rudyard Kipling: Då ljuset svek (Holmquist, 1912)
- Rudyard Kipling: Havets söner (Captains courageous) (Holmquist, 1912)
- Arthur Morrison: Den gröna diamanten : detektivroman (B. Wahlström, 1912)
- Anton von Perfall: Jack (Holmquist, 1912, 10 öres-böcker 19)
- Arthur Gundaccar von Suttner: Två kvinnor (Holmquist, 1912)
- Bertha von Suttner: High life (B. Wahlström, 1912)
- Agnes von Wegerer: Eugenie (Holmquist, 1912, 10 öres-böcker 17)
- Konrad Telmann: Ett söndagsbarn (Holmquist, 1912, 10 öres-böcker 9)
- John Strange Winter (pseud. för Henrietta Eliza Stannard): En kokett (Holmquist, 1912, 10 öres-böcker 10)
- Rudyard Kipling: Miss Youghals ridknekt och andra berättelser (Holmquist, 1912)
- Arnold Bennett: Grand hotell Babylon (Holmquist, 1913)
- Paul Bourget: Lek med kvinnohjärtan (Holmquist, 1913)
- Francis Marion Crawford: En gammal historia (B. Wahlström, 1913)
- Alphonse Daudet: Sappho (Holmquist, 1913)
- Arthur Conan Doyle: Korosko-tragedien (Holmquist, 1913)
- Nataly von Eschstruth: Älvdrottningen (Holmquist, 1913)
- Nataly von Eschstruth: Irrblosset på Casgamala (Holmquist, 1913)
- Archibald Clavering Gunter: Miss Indra (B. Wahlström, 1913)
- Archibald Clavering Gunter: Flickan från New York (B. Wahlström, 1913)
- Paul Heyse: Hämnerskan (Holmquist, 1913)
- William Wymark Jacobs: En stukad skeppare och andra berättelser (Holmquist, 1913)
- William Wymark Jacobs: Lätt gods (B. Wahlström, 1913)
- Jack London: Köldens barn (Children of the frost) (Holmquist, 1913, 1 kr-böcker)
- Hedwig Schobert: Rose (B. Wahlström, 1913)
- Stanley John Weyman: Rivalerna (B. Wahlström, 1913)
- Ernst von Wolzogen: Det tredje könet (Holmquist, 1913)
- Hugh Conway (pseud. för Frederick John Fargus): Det gåtfulla brottet (Holmquist, 1914. 25 öres-böcker 102)
- Anatole France: Bakom kulisserna (Holmquist, 1914. 25 öres-böcker 85)
- Florence Montgomery: Ödets vägar (B. Wahlström, 1915)
- Margaret Oliphant: Lady Jane (B. Wahlström, 1916)
- Konrad Telmann: Provet (B. Wahlström, 1917)
- Emmuska Orczy: Den röda nejlikan (B. Wahlström, 1918)
- Ossip Schubin: Sensommar (B. Wahlström, 1919)
- Heinz Tovote: Kärleksyra (B. Wahlström, 1920)
- Georges Ohnet: När kärleken slocknar (B. Wahlström, 1921)
- Jules Verne: Från jorden till månen (B. Wahlström, 1922)
- Arthur Zapp: Lidelsernas lekboll (B. Wahlström, 1923)
- Robert Louis Stevenson: Den svarta pilen (Nutiden, 1924)
- Guy de Maupassant: Kvinnogunst (Bel-Ami) (B. Wahlström, 1925)
- Louisa May Alcott:  Åtta kusiner: berättelse för flickor. Stockholm: B. Wahlström, flickböcker. 1926. Libris 9rwt9sd97s1pt2v7. https://gupea.ub.gu.se/2077/75243
- Louisa May Alcott: Rosor i blom : berättelse för flickor (B. Wahlström, 1927, ungdomsböcker 95)
- Robert W. Chambers: Modellen från gatan (Nutiden, 1927)
- Bertha Clément: Flickförbundet Silverkorset : berättelse för flickor (B. Wahlström, 1927, ungdomsböcker 97)
- Evelyn Everett-Green: Gyllene bojor (Svenska journalen, 1927)
- Zane Grey: Det sista spåret (Nutiden, 1927)
- Bettina von Hutten zum Stolzenberg: När kärleken vaknar (Nutiden, 1927)
- Alfred Edward Woodley Mason: En indisk dröm (Bröd. Lindström, 1927)
- Rafael Sabatini: Ett ödesdigert vad (Nutiden, 1927)
- Henry De Vere Stacpoole: Den blå lagunen (Nutiden, 1927)
- Annie S. Swan: Arvtagaren (Svenska journalen, 1927)
- Edgar Wallace: De rättvisa männens domstol : detektivroman (B. Wahlström, 1927)
- Edgar Wallace: En kamp om miljoner (Nutiden, 1927)
- Edgar Wallace: De fyra rättvisa männen : detektivroman (B. Wahlström, 1927, detektivserie)
- Alexandre Dumas d.ä.: Den siste chevalieren : roman (Bröd. Lindström, 1928)
- H. Rider Haggard: Aztekernas siste hövding : roman (Bröd. Lindström, 1928)
- Victor Hugo: Ringaren i Notre-Dame : roman (Bröd. Lindström, 1928)
- Lev Tolstoj: Anna Karenina : roman i åtta böcker (Saxon & Lindström, 1928)
- Guy Boothby : En lyckoriddare (Saxon & Lindström, 1929)
- John Galsworthy: Herrgården : roman (Saxon & Lindström, 1929)
- Henry Rider Haggard: Kung Salomos skatt (Saxon & Lindström, 1929)
- Wilhelm Meyer-Förster: Gamla Heidelberg (Saxon & Lindström, 1929)
- Niels Meyn Atlantis' skattkammare : berättelse för ungdom
- Edgar Wallace: Kapten Tathams stora kupp : äventyrsroman (B. Wahlström, 1930, detektivmagasin)
- Edgar Wallace: Nyckelordet : detektivroman (B. Wahlström, 1930, detektivmagasin)
- Marie Corelli Den gröna demonen : ett Parisdrama (B. Wahlström, 1931, Valda romaner)
- Niels Meyn Den försvunna staden : berättelse för pojkar (B. Wahlström, 1931, ungdomsböcker 161)
- H. Maynard Smith Svarta portföljen : detektivroman (B. Wahlström, 1931)
- Allen Upward: Den venetianska nyckeln (B. Wahlström, 1931)
- James Morgan Walsh: Purpurfläcken (B. Wahlström, 1931)
- Edward Sylvester Ellis De unga spejarna : berättelse för pojkar (B. Wahlström, 1932, ungdomsböcker 175)
- Niels Meyn: Peter fribytare : berättelse för pojkar (B. Wahlström, 1932, ungdomsböcker 174)
- Louis Becke: Ett äventyr i Söderhavet (Saxon & Lindström, 1933)
- Berta Clément: Prinsessan Ilse : berättelse för flickor (B. Wahlström, 1933, ungdomsböcker 185)
- Edward Sylvester Ellis Hjortfot och nybyggarna : berättelse för pojkar (B. Wahlström, 1933, ungdomsböcker 192)
- Øvre Richter Frich: Den flygande kofferten : detektivroman (B. Wahlström, 1933)
- Øvre Richter Frich: Kuppen i Nordbanken (Saxon & Lindström, 1933)
- Niels Meyn: Olle klarar sig själv : berättelse för pojkar (B. Wahlström, 1933, ungdomsböcker 194)
- Milton M. Propper: Tunnelgåtan : detektivroman (B. Wahlström, 1933)
- Arthur Benjamin Reeve: Den ljudlösa kulan : den vetenskaplige detektiven Craig Kennedys bedrifter (The silent bullet) (B. Wahlström, 1934)
- Edward Sylvester Ellis: Vargöra : berättelse för pojkar (B. Wahlström, 1935, ungdomsböcker 223)
- Rex Beach: Guldgrävarens kärlekssaga : en vildmarks- och kärleksroman från guldrusherna till Alaska (Saxon & Lindström, 1936)
- John Murray  & Mills Miller: Ett sviket löfte : roman (Saxon & Lindström, 1936)